# La Neuville-sur-Essonne
La Neuville-sur-Essonne är en kommun i departementet Loiret i regionen Centre-Val de Loire strax norr Frankrikes mitt. Kommunen ligger i kantonen Puiseaux som tillhör arrondissementet Pithiviers. År 2022 hade La Neuville-sur-Essonne 345 invånare.

## Befolkningsutveckling
Antalet invånare i kommunen La Neuville-sur-Essonne
| Referens: INSEE |